# Розівська сільська рада (Коростенський район)
Розівська сільська рада — колишня адміністративно-територіальна одиниця та орган місцевого самоврядування у Коростенському районі Житомирської області Української РСР з адміністративним центром у селі Розівка.

## Населені пункти
Сільській раді на час ліквідації були підпорядковані населені пункти:
- с. Веселівка;
- с. Іванівка;
- с. Ковалівщина;
- с. Розівка.

## Історія та адміністративний устрій
Створена 16 червня 1969 року, відповідно до рішення Житомирського ОВК № 282 «Про зміни в адміністративно-територіальному поділі деяких населених пунктів Коростенського і Чуднівського районів», у складі сіл Веселівка і Розівка Холосненської сільської ради та Іванівка Лісівщинської сільської ради Коростенського району Житомирської області.
На 1 січня 1972 року сільська рада входила до складу Коростенського району Житомирської області, на обліку в раді перебували села Веселівка, Іванівка та Розівка.
3 лютого 1982 року, відповідно до рішення Житомирського ОВК № 58 «Про зміни адміністративно-територіального підпорядкування окремих населених пунктів області», підпорядковано с. Ковалівщина Ковалівської сільської ради Коростенського району.
Ліквідована 3 травня 1983 року, відповідно до рішення Житомирського облвиконкому «Про деякі питання адміністративно-територіального поділу», у зв'язку з перенесенням адміністративного центру ради до с. Веселівка з перейменуванням ради на Веселівську.